# NGC 7040
NGC 7040 هي مجرة حلزونية تبعد حوالي 260 مليون سنة ضوئية تقع في كوكبة قطعة الفرس (كوكبة). يقدر قطرها ب 42,600 سنة ضوئية. تم اكتشافه من قبل عالم الفلك مارك هارينغتون في 18 أغسطس 1882.

## وصلات خارجية
- NGC 7040 على موقع ويكي سكاي: DSS2, SDSS, GALEX, IRAS, Hydrogen α, X-Ray, Astrophoto, Sky Map, Articles and images